# Руњани
Руњани је насељено место града Лознице у Мачванском округу. Према попису из 2022. било је 2289 становника.
У Руњанима је рођен политичар и економиста Јован Зебић (1939-2007). Из Руњана је пореклом и композитор Јосиф Руњанин У Руњанима се налази етно-село „Долина багрема“, као и храст лужњак старији од три века.
У Руњанима је живела стогодишња Надежда Нада Лукић, једна од последњих учесница Другог светског рата.

## Демографија
У насељу Руњани живи 1992 пунолетна становника, а просечна старост становништва износи 38,3 година (37,5 код мушкараца и 39,2 код жена). У насељу има 798 домаћинстава, а просечан број чланова по домаћинству је 3,16.
Ово насеље је великим делом насељено Србима (према попису из 2002. године), а у последња три пописа, примећен је пораст у броју становника.
|  |

| Демографија | Демографија | Демографија |
| Година      | Становника  | Становника  |
| ----------- | ----------- | ----------- |
| 1948.       | 1.583       |             |
| 1953.       | 1.707       |             |
| 1961.       | 1.811       |             |
| 1971.       | 1.850       |             |
| 1981.       | 2.131       |             |
| 1991.       | 2.447       | 2.343       |
| 2002.       | 2.525       | 2.750       |
| 2011.       | 2.487       |             |
| 2022.       | 2.289       |             |

| Етнички састав према попису из 2002.‍ | Етнички састав према попису из 2002.‍ | Етнички састав према попису из 2002.‍ | Етнички састав према попису из 2002.‍ | Етнички састав према попису из 2002.‍ |
| ------------------------------------ | ------------------------------------ | ------------------------------------ | ------------------------------------ | ------------------------------------ |
|                                      |                                      |                                      |                                      |                                      |
| Срби                                 | Срби                                 |                                      | 2.501                                | 99,04%                               |
| Југословени                          | Југословени                          |                                      | 3                                    | 0,11%                                |
| Мађари                               | Мађари                               |                                      | 2                                    | 0,07%                                |
| Чеси                                 | Чеси                                 |                                      | 1                                    | 0,03%                                |
| Црногорци                            | Црногорци                            |                                      | 1                                    | 0,03%                                |
| Словенци                             | Словенци                             |                                      | 1                                    | 0,03%                                |
| Руси                                 | Руси                                 |                                      | 1                                    | 0,03%                                |
| Муслимани                            | Муслимани                            |                                      | 1                                    | 0,03%                                |
| непознато                            | непознато                            |                                      | 9                                    | 0,35%                                |

| Година пописа     | 1948. | 1953. | 1961. | 1971. | 1981. | 1991. | 2002. |
| ----------------- | ----- | ----- | ----- | ----- | ----- | ----- | ----- |
| Број домаћинстава | 256   | 270   | 357   | 451   | 569   | 690   | 798   |

| Број чланова      | 1   | 2   | 3   | 4   | 5  | 6  | 7  | 8 | 9 | 10 и више | Просек |
| ----------------- | --- | --- | --- | --- | -- | -- | -- | - | - | --------- | ------ |
| Број домаћинстава | 141 | 177 | 130 | 196 | 87 | 50 | 15 | 2 | 0 | 0         | 3,16   |

| Пол    | Укупно | Неожењен/Неудата | Ожењен/Удата | Удовац/Удовица | Разведен/Разведена | Непознато |
| ------ | ------ | ---------------- | ------------ | -------------- | ------------------ | --------- |
| Мушки  | 1.041  | 310              | 669          | 48             | 12                 | 2         |
| Женски | 1.063  | 209              | 684          | 144            | 20                 | 6         |
| УКУПНО | 2.104  | 519              | 1.353        | 192            | 32                 | 8         |

| Пол    | Укупно                    | Пољопривреда, лов и шумарство | Рибарство                            | Вађење руде и камена | Прерађивачка индустрија       |
| ------ | ------------------------- | ----------------------------- | ------------------------------------ | -------------------- | ----------------------------- |
| Мушки  | 467                       | 76                            | 0                                    | 0                    | 165                           |
| Женски | 281                       | 42                            | 0                                    | 0                    | 92                            |
| УКУПНО | 748                       | 118                           | 0                                    | 0                    | 257                           |
| Пол    | Производња и снабдевање   | Грађевинарство                | Трговина                             | Хотели и ресторани   | Саобраћај, складиштење и везе |
| Мушки  | 18                        | 58                            | 43                                   | 7                    | 24                            |
| Женски | 4                         | 3                             | 49                                   | 9                    | 8                             |
| УКУПНО | 22                        | 61                            | 92                                   | 16                   | 32                            |
| Пол    | Финансијско посредовање   | Некретнине                    | Државна управа и одбрана             | Образовање           | Здравствени и социјални рад   |
| Мушки  | 4                         | 14                            | 26                                   | 2                    | 13                            |
| Женски | 12                        | 5                             | 8                                    | 16                   | 26                            |
| УКУПНО | 16                        | 19                            | 34                                   | 18                   | 39                            |
| Пол    | Остале услужне активности | Приватна домаћинства          | Екстериторијалне организације и тела | Непознато            | Непознато                     |
| Мушки  | 10                        | 0                             | 0                                    | 7                    | 7                             |
| Женски | 4                         | 0                             | 0                                    | 3                    | 3                             |
| УКУПНО | 14                        | 0                             | 0                                    | 10                   | 10                            |